# Arvis Piziks
Arvis Piziks (Gulbene, 12 september 1969) is een voormalig Lets wielrenner. Hij heeft bijna zijn gehele profcarrière in het Belgische Tongeren gewoond samen met twee andere Letse wielrenners Juris Silovs en Kaspars Ozers. Zijn beste seizoen was in het jaar 2001; hij werd toen onder meer vierde in de Omloop Het Volk en Gent-Wevelgem, achtste in Parijs-Brussel en Lets nationaal kampioen.

## Palmares
1992
- 2e etappe Ronde van Zweden

1993
- First Union Invitational

1994
- 4e etappe Ronde van Zweden
- 4e etappe Circuit Franco-Belge
- 6e etappe Circuit Franco-Belge

1999
- 8e - Kuurne-Brussel-Kuurne
- 18e - Dwars door België, Waregem
- 24e - Omloop Het Volk, Lokeren (klassieker)

2000
- CSC Classic
- Nationaal kampioenschap Letland op de weg, Elite

## Resultaten in voornaamste wedstrijden
| Jaar | Ronde van Italië | Ronde van Frankrijk | Ronde van Spanje |
| ---- | ---------------- | ------------------- | ---------------- |
| 1995 |                  | 91e                 |                  |
| 1996 |                  | opgave              |                  |
| 1997 |                  |                     |                  |
| 1998 |                  |                     |                  |
| 1999 |                  |                     |                  |
| 2000 |                  | 93e                 |                  |
| 2001 |                  |                     |                  |
| 2002 |                  | 152e                |                  |
| 2003 |                  |                     |                  |

| Jaar | Milaan-San Remo | Gent-Wevelgem | Ronde van Vlaanderen | Parijs-Roubaix | Amstel Gold Race | Parijs-Brussel | Parijs-Tours | Dwars door Vlaanderen |  | WK op de weg |
| ---- | --------------- | ------------- | -------------------- | -------------- | ---------------- | -------------- | ------------ | --------------------- |  | ------------ |
| 1995 |                 |               |                      |                |                  | 14e            | 30e          |                       |  |              |
| 1996 | 165e            | 27e           | 69e                  |                |                  | 109e           | 29e          | 8e                    |  |              |
| 1997 | 140e            |               | 39e                  | 35e            |                  | 29e            |              |                       |  |              |
| 1998 |                 |               | 32e                  |                | 84e              |                | 20e          | 55e                   |  |              |
| 1999 |                 |               |                      | 27e            |                  | 6e             | 99e          | 18e                   |  |              |
| 2000 |                 |               | 43e                  | 54e            | 53e              | 8e             | 111e         |                       |  |              |
| 2001 | 166e            | 4e            | 24e                  | 19e            |                  | 8e             | 17e          | Brons                 |  |              |
| 2002 |                 |               |                      |                |                  | 17e            | 97e          |                       |  | 99e          |
| 2003 |                 |               |                      |                |                  |                |              | 32e                   |  |              |

## Ploegen
- 1994 -  Trident-Schick
- 1995 -  Novell Software-Decca
- 1996 -  Rabobank ProTeam
- 1997 -  Rabobank ProTeam
- 1998 -  Team Home-Jack & Jones
- 1999 -  Team Home-Jack & Jones
- 2000 -  MemoryCard-Jack & Jones
- 2001 -  Team CSC-Tiscali
- 2002 -  Team CSC-Tiscali
- 2003 -  Team CSC

Wielerploegen van Arvis Piziks
Abdoezjaparov ·
Blaudzun ·
van Bon ·
Boogerd ·
Bouwmans ·
Dekker ·
Jekimov ·
Maassen (tot 15/10) ·
Moncassin ·
Mulders ·
Neljoebin ·
Ozols ·
Piziks · 
Teutenberg ·
Van Den Bossche ·
Van Hooydonck ·
Vogels ·
de Vries ·
Wauters
Blaudzun ·
van Bon ·
Boogerd ·
Boven ·
Breukink ·
Bruyneel ·
Dekker ·
Groenendaal ·
Jekimov ·
Luppes ·
McEwen ·
Moerenhout · 
Nelissen ·
Piziks ·
van der Poel ·
Sørensen ·
Van Hooydonck (tot 30/04) ·
Vierhouten ·
Vogels ·

Hiemstra (stagiair) ·
Reinerink (stagiair) 
Blaudzun ·
van Bon ·
Boogerd ·
Boven ·
Breukink ·
Bruyneel ·
Dekker ·
Groenendaal ·
van Heeswijk ·
Jonasson ·
Jonker ·
Koerts ·
Luppes ·
Luttenberger ·
McEwen ·
Moerenhout · 
Nelissen ·
Piziks ·
van der Poel ·
Sørensen ·
Vierhouten ·
Hiemstra (stagiair) ·
Lotz (stagiair) 
Andersen · 
Holm (tot 30/04) ·
Jørgensen · 
Kyneb ·
Nelissen ·
Piziks ·
Rosborg ·
Silovs · 
Skibby · 
Steen Nielsen ·
Strange Jacobsen
Andersen ·
Blaudzun · 
Colonna ·
Jørgensen · 
Kyneb ·
Larsen ·
Piziks ·
Rosborg ·
Sandstød ·
Silovs · 
Skibby · 
Steen Nielsen ·
Strange Jacobsen ·
Streel (tot 15/09) 
Andersen ·
Blaudzun · 
Corvers ·
Gilmore ·
Hamburger ·
Hoffman ·
Johansen ·
Jørgensen · 
Kyneb ·
Larsen ·
Bjarke Nielsen · 
Piil ·
Piziks ·
Rasmussen ·
Rittsel ·
Sandstød ·
Skibby · 
Michael Steen Nielsen ·
Ruberti (stagiair)
Asmaker ·
Beeckman ·
Blaudzun · 
Cerezo ·
García ·
Hamburger ·
Hoffman ·
L. Jalabert ·
N. Jalabert ·
Jeune ·
Jonasson ·
Jørgensen · 
Larsen ·
Bjarke Nielsen · 
Piil ·
Piziks ·
J. Rasmussen ·
Rittsel ·
Sandstød ·
N. Sørensen · 
R. Sørensen ·
Michael Steen Nielsen ·
Bruun Eriksen (stagiair) ·
M. Rasmussen (stagiair)
Asmaker ·
Blaudzun · 
Bruun Eriksen ·
Calvente ·
Cerezo ·
Dean ·
García ·
Hamilton ·
Hoffman ·
L. Jalabert ·
N. Jalabert ·
Jeune ·
Jonasson ·
Madsen ·
Nielsen · 
Peron ·
Piil ·
Piziks ·
Rasmussen ·
Rittsel ·
Sandstød ·
Sastre ·
Sørensen · 
Van Bondt ·
Van Hyfte ·
Ramírez (stagiair) ·
Schleck (stagiair)
Blaudzun · 
Bruun Eriksen ·
Calvente ·
Christensen ·
Dean ·
Hamilton ·
Hoffman ·
Jalabert ·
Kristensen ·
Luttenberger ·
Madsen ·
Michaelsen · 
Peron ·
Piil ·
Piziks ·
Sandstød ·
Sastre ·
Schleck ·
Sørensen · 
Tafi ·
Van Bondt ·
Van Hyfte ·
Arroyo (stagiair) ·
Knudsen (stagiair) ·
Urtasun (stagiair)